# Пражу, Белус
Белус Пражу (исп. Belus Prajoux; род. 27 февраля 1955, Сантьяго) — чилийский теннисист и теннисный тренер. Финалист Открытого чемпионата Франции 1982 года в мужском парном разряде, победитель 6 турниров Гран-при в парном разряде, финалист Кубка Дэвиса 1976 года в составе сборной Чили.

## Игровая карьера
Белус Пражу обратил на себя внимание в 1972 году, когда дошёл до полуфинала престижного юношеского турнира Orange Bowl, где уступил Бьорну Боргу. В парном разряде они с ещё одним чилийским юниором Гансом Гильдемайстером стали победителями этого соревнования. В этом же году Пражу дебютировал в составе сборной Чили в матче Кубка Дэвиса с перуанцами, принеся команде два очка — в парной и одиночной встречах. Ранние успехи заставили его в следующем году прервать учёбу в физкультурном институте, чтобы сосредоточиться на теннисной карьере.
В 1975 году, после того, как в Чили произошёл военный переворот и была установлена диктатура Пиночета, лидер чилийской команды Хайме Фильоль объявил об отказе выступать за сборную в матче с командой Швеции в связи с угрозами его жизни. Пражу и Патрисио Корнехо  первоначально последовали его примеру, но после долгих переговоров с национальной федерацией и политическим руководством всё же согласились представлять Чили в Кубке Дэвиса. В самом матче Пражу не участвовал, и Фильоль и Корнехо проиграли его со счётом 4-1. Год спустя в результате отказа советской сборной от встречи с командой Чили южноамериканская команда прошла в финал Кубка Дэвиса, где на своей площадке проиграла итальянцам с таким же счётом 4-1; Пражу принёс своей сборной единственное очко в уже ничего не решавшей пятой игре. В этом же году он достиг своего высшего одиночного рейтинга после выхода в полуфинал в турнирах Гран-при в Хилверсюме (Нидерланды) и Сантьяго, и выиграл в Хилверсюме свой первый турнир Гран-при в парном разряде (с аргентинцем Рикардо Кано). До конца года Пражу ещё трижды играл в парных финалах турниров Гран-при в Южной Америке, но больше титулов не завоёвывал.
С 1977 по 1983 год Пражу сыграл в 14 финалах турниров Гран-при в парном разряде, одержав ещё пять побед, в том числе на Открытом чемпионате Италии 1978 года в паре с парагвайцем Виктором Печчи. В 1982 году они с Гильдемайстером дошли до финала Открытого чемпионата Франции. Чилийцы, посеянные седьмыми, в полуфинале обыграли третью сеяную пару Хайнц Гюнтхардт-Балаж Тароци, а в финале встретились с возглавлявшими посев Шервудом Стюартом и Ферди Тайганом. Американская пара вела 2-0 по сетам, когда Гильдемайстер травмировал спину и не смог продолжать игру.
Свой последний титул в турнирах Гран-при Пражу завоевал в 1983 году, а последний матч за сборную в Кубке Дэвиса провёл годом позже. За годы выступлений за сборную он выиграл 7 из 10 своих встреч в одиночном разряде и 8 из 13 встреч в парах. Пражу завершил профессиональную игровую карьеру в 1986 году.

## Положение в рейтинге в конце сезона
| Год              | 1973 | 1974 | 1975 | 1976 | 1977 | 1978 | 1979 | 1980 |    | 1982 | 1983 | 1984 | 1985 |
| ---------------- | ---- | ---- | ---- | ---- | ---- | ---- | ---- | ---- | -- | ---- | ---- | ---- | ---- |
| Одиночный разряд | 207  | 116  | 138  | 66   | 129  | 111  | 111  | 154  |    | —    | 377  | 496  | 391  |
| Парный разряд    | —    | —    | —    | —    | —    | —    | —    | —    | 40 | 37   | 117  | 173  |      |

## Финалы турниров за карьеру
| Результат | №   | Дата             | Турнир                                    | Покрытие | Партнёр            | Соперники в финале                  | Счёт в финале         |
| --------- | --- | ---------------- | ----------------------------------------- | -------- | ------------------ | ----------------------------------- | --------------------- |
| Победа    | 1.  | 12 июля 1976     | Открытый чемпионат Нидерландов, Хилверсюм | Грунт    | Рикардо Кано       | Балаж Тароци Войтек Фибак           | 6-4, 6-3              |
| Поражение | 1.  | 15 ноября 1976   | Сан-Паулу, Бразилия                       | Ковёр(i) | Рикардо Кано       | Элио Лито Альварес Виктор Печчи     | 4-6, 6-3, 3-6         |
| Поражение | 2.  | 22 ноября 1976   | Буэнос-Айрес, Аргентина                   | Грунт    | Рикардо Кано       | Тито Васкес Карлус Кирмайр          | 4-6, 5-7              |
| Поражение | 3.  | 6 декабря 1976   | Сантьяго, Чили                            | Грунт    | Элио Лито Альварес | Ганс Гильдемайстер Патрисио Корнехо | 3-6, 6-7              |
| Победа    | 2.  | 7 ноября 1977    | Богота, Колумбия                          | Грунт    | Ганс Гильдемайстер | Карлус Кирмайр Хорхе Эндрю          | 6-4, 6-2              |
| Победа    | 3.  | 22 мая 1978      | Открытый чемпионат Италии, Рим            | Грунт    | Виктор Печчи       | Ян Кодеш Томаш Шмид                 | 6-7, 7-6, 6-1         |
| Поражение | 4.  | 17 июля 1978     | Штутгарт, ФРГ                             | Грунт    | Карлус Кирмайр     | Ян Кодеш Томаш Шмид                 | 3-6, 6-7              |
| Поражение | 5.  | 27 ноября 1978   | Буэнос-Айрес                              | Грунт    | Хосе-Луис Клерк    | Ван Винитски Крис Льюис             | 4-6, 6-3, 0-6         |
| Поражение | 6.  | 3 ноября 1980    | Кито, Эквадор                             | Грунт    | Хосе-Луис Клерк    | Ганс Гильдемайстер Андрес Гомес     | 3-6, 6-1, 4-6         |
| Победа    | 4.  | 24 ноября 1980   | Сантьяго                                  | Грунт    | Рикардо Икаса      | Карлус Кирмайр Жуан Суарис          | 4-6, 7-6, 6-4         |
| Поражение | 7.  | 26 января 1981   | Винья-дель-Мар, Чили                      | Грунт    | Андрес Гомес       | Дэвид Картер Пол Кронк              | 1-6, 2-6              |
| Поражение | 8.  | 14 сентября 1981 | Палермо, Италия                           | Грунт    | Хайме Фильоль      | Хосе-Луис Дамиани Диего Перес Бурин | 1-6, 4-6              |
| Победа    | 5.  | 21 сентября 1981 | Бордо, Франция                            | Грунт    | Андрес Гомес       | Джим Герфейн Андерс Яррид           | 7-5, 6-3              |
| Поражение | 9.  | 23 ноября 1981   | Сантьяго                                  | Грунт    | Рикардо Кано       | Ганс Гильдемайстер Андрес Гомес     | 2-6, 6-7              |
| Поражение | 10. | 24 мая 1982      | Открытый чемпионат Франции, Париж         | Грунт    | Ганс Гильдемайстер | Шервуд Стюарт Ферди Тайган          | 5-7, 3-6, 1-1 — отказ |
| Победа    | 6.  | 14 февраля 1983  | Винья-дель-Мар                            | Грунт    | Ганс Гильдемайстер | Жулиу Гоис Ней Келлер               | 6-3, 6-1              |
| Поражение | 11. | 7 марта 1983     | Нанси, Франция                            | Ковёр(i) | Рикардо Акунья     | Ян Гуннарссон Андерс Яррид          | 5-7, 3-6              |
| Поражение | 12. | 11 июля 1983     | Бостон, США                               | Грунт    | Ганс Гильдемайстер | Марк Диксон Кассиу Мотта            | 5-7, 3-6              |

| Результат | Год  | Место проведения | Команда                                | Соперник                                                       | Счёт |
| --------- | ---- | ---------------- | -------------------------------------- | -------------------------------------------------------------- | ---- |
| Поражение | 1976 | Сантьяго, Чили   | Чили: П. Корнехо, Б. Пражу, Х. Фильоль | Италия: К. Барадзутти, П. Бертолуччи, А. Зугарелли, А. Панатта | 1:4  |

## Тренерская карьера
Окончив выступления, Пражу начал карьеру теннисного тренера, работая с молодыми чилийскими теннисистами. Среди его учеников в этот период были Марсело Риос, Габриэль Сильберстейн, сёстры Доминик и Шарони Росенберг. В 1993—1994 годах Пражу занимал пост капитана сборной Чили в Кубке Дэвиса, выступавшей в это время в I Американской группе. В дальнейшем он работал, среди прочих, с колумбийской теннисисткой Фабиолой Сулуагой — полуфиналисткой Открытого чемпионата Австралии 2004 года.
В феврале 2012 года Пражу вторично занял пост капитана сборной Чили, сменив на нём своего прежнего партнёра по корту Гильдемайстера. Он оставался капитаном до осени 2013 года, но был снят с этой должности после того, как чилийская команда, потерпев поражения от сборных Эквадора и Доминиканской Республики, выбыла во II Американскую группу. Уже в ноябре 2013 года Пражу возглавил команду Чили в Кубке Федерации, в декабре 2016 года уступив этот пост Хорхе Ибаньесу. Под руководством Пражу чилийки дважды — в 2014 и 2016 годах — добивались права выступать в I Американской группе, но в промежутке не сумели в ней закрепиться, вернувшись во II Американскую группу в 2015 году.